# رجال الجبل

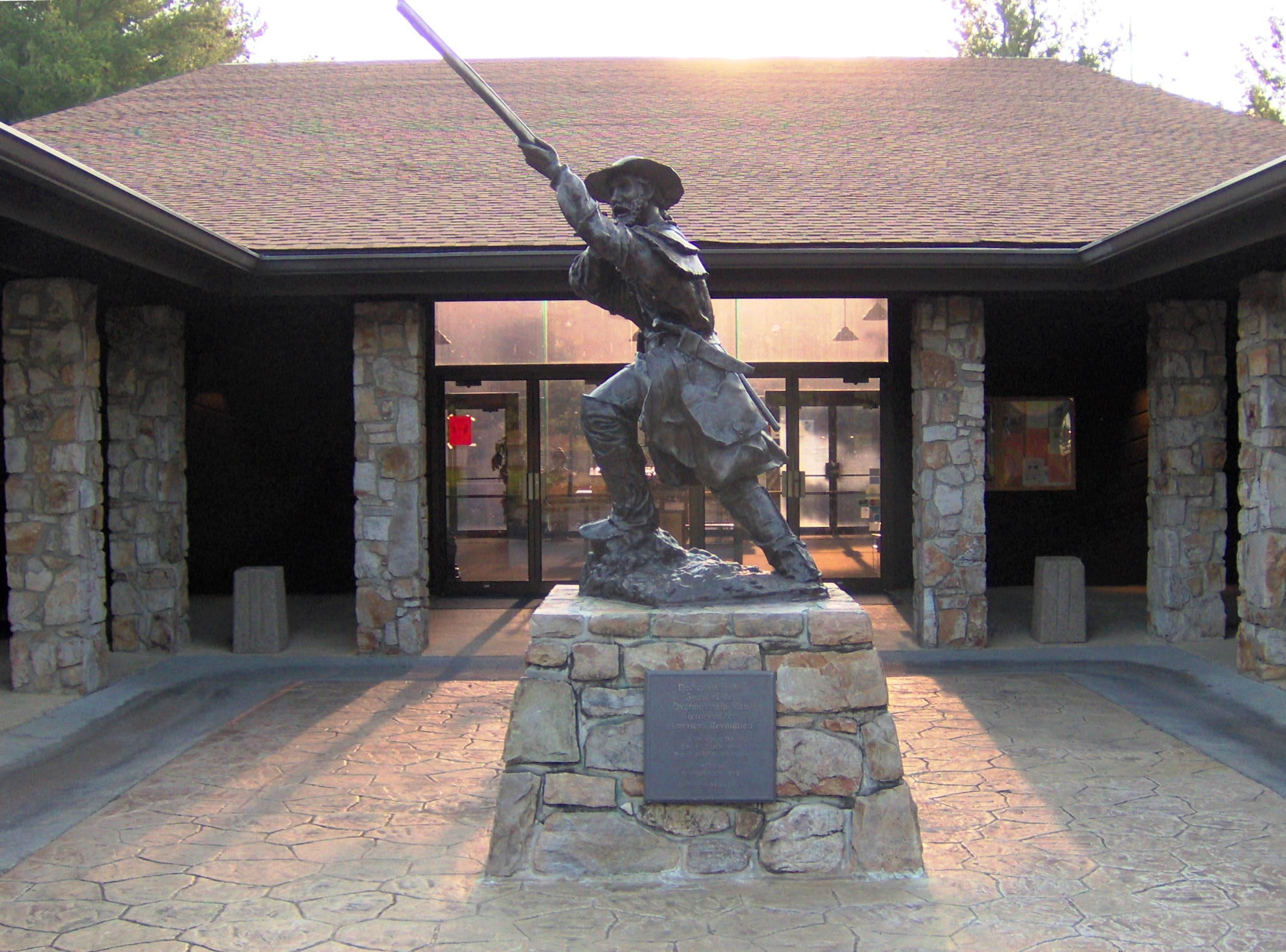
تمثال رجل الجبل لجون مارك إستيب في حديقة سيكامور شولز التاريخية الحكومية في إليزابيثتون، بولاية تينيسي

رجال الجبل كانوا ساكني الحدود في غرب جبال الأبالاش الذين شاركوا في حرب الاستقلال الأمريكية. وبالرغم من مشاركتهم في الاشتباكات العديدة التي وقعت في الحملة الجنوبية للحرب، فإنهم مشهورون بدورهم في الانتصار الأمريكي في معركة جبل الملوك في عام 1780. ويشير مصطلح «فوق الجبل» إلى حقيقة أن مساكنهم كانت في جنوب، أو «فوق»، جبال الأبالاش وهي؛ سلسلة الجبال التي تشكل الحدود الجغرافية الأساسية التي تفصل 13 مستوطنة أمريكية عن الحدود الغربية. وينحدر رجال الجبل من أجزاء من فرجينيا وكارولاينا الشمالية وما يُعرف حاليًا باسم ولاية تينيسي.
ساعدت جهود رجال الجبل في توحيد وجود المستوطنات الضعيفة الواقعة في وديان أنهار واتواجا ونوليتشاكي وهولستون، والتي شكك التاج البريطاني في شرعيتها لسنوات عديدة. وقد استمر العديد من رجال الجبل، بما فيهم جون سفير وإيزاك شيلبي، في أداء أدوارهم البارزة في تأسيس ولايتي تينيسي وكنتاكي. وساعدتهم الأراضي التي سيطروا عليها على الحدود في فتح الباب أمام الهجرة الجماعية نحو الغرب في العقود التالية.

## مستوطنات فوق الجبل
في أواخر فترة الستينيات وأوائل فترة السبعينيات من القرن الثامن عشر، بدأ المستوطنون الأوروبيون الأمريكيون في التوافد على المنطقة التي أصبحت الآن شمال شرق تينيسي وجنوب غرب فرجينيا؛ مما تسبب في حدوث إثارة بين قبيلة الشيروكي وغيرها من القبائل التي سيطرت على المنطقة. وأدت معاهدة لوكيبر التي تم توقيعها في عام 1770 بين بريطانيا وقبيلة الشيروكي إلى إزاحة حدود المقاطعة البريطانية باتجاه الجنوب حتى جزيرة هولستون الطويلة (مدينة كينج سبورت، بولاية تينيسي الحديثة). وفي الوقت الذي تسبب ذلك في وضع المستوطنات الواقعة شمال نهر هولستون تحت الحماية البريطانية، فقد طُلب من المستوطنين المقيمين جنوب النهر مغادرة الأراضي.
وبدلاً من الامتثال للأوامر الملكية، قرر المستوطنون غير الشرعيين المتمركزين في الغالب في مستوطنة واتواجا في سيكامور شولز (حاليًا مدينة إليزابيثتون) ومستوطنة نوليتشاكي (بالقرب من مدينة جرينفيل الحديثة) ووادي كارتر (بالقرب من مدينة كينج سبورت الحديثة)، تأجير أراضيهم من قبيلة الشيروكي، وفي عام 1772 أسسوا اتحاد واتواجا، الذي كان أول حكومة دستورية أمريكية مستقلة في غرب جبال الأبالاش. وفي عام 1775، قام المستوطنون في واتواجا ونوليتشاكي بشراء أراضيهم المستأجرة شراءً قطعيًا وشكلوا مقاطعة واشنطن المستقلة. وقاموا على الفور بتقديم التماس لضم أراضي فرجينيا إليها، وقد تم رفض هذا الالتماس.
اعتبرت الأسرة المالكة والحكومات الاستعمارية (خصوصًا فرجينيا) شراء الأراضي أمرًا غير قانوني وطلبت من المستوطنين مغادرة ما اعتبروه أراضي تخص قبيلة الشيروكي. علاوة على ذلك، اضطربت بعض فصائل قبيلة الشيروكي عندما بدأت هذه المستوطنات في التوسع بشكل سريع، ولم يعد رؤساء القبائل الذين يتعاملون بود ولطف مع المستوطنين راضين عما يحدث. ودعا رئيس قبيلة الشيروكي الشاب دراجينج كانوي، الذي عارض بيع أراضي القبيلة، إلى الإجلاء العنيف لجميع المستوطنين الأوروبيين في غرب الجبال. وقاد ما يقدر بحوالي ألف تابع (تمت الإشارة إليهم أخيرًا باسم شيكاموجا) بعيدًا عن المستوطنات الأمريكية وخاض صراعًا مسلحًا ضد الدولة الجديدة لما يقرب من عشرين عامًا (انظر حروب شيكاموجا) بعد هجمات قبيلة الشيروكي الفاشلة على المستوطنات الواقعة فوق الجبال في صيف عام 1776.

## وصلات خارجية
- Overmountain Victory National Historic Trail — official site
- Overmountain Victory Trail Association - Overmountain Men Reenactors
- Roan Mountain Citizens Club, sponsors an annual trek from Sycamore Shoals to Kings Mountain to commemorate the march of the Overmountain Men
- Sycamore Shoals State Park
- Kings Mountain National Military Park
- Shelby's Volunteers - Overmountain Men Reenactors